# کیو*برت
کیو*برت (به انگلیسی: Q*bert) یک بازی ویدئویی توسعه یافته توسط گوتلیب در سال ۱۹۸۲ می‌باشد. یک بازی اکشن دو بعدی با عناصر پازل است که از گرافیک «ایزومتریک» برای ایجاد یک اثر شبه سه بعدی استفاده شده‌است. هدف این است که با حرکت شخصیت بر روی صفحه نمایش در بالای هر مکعب در هرم رنگ آن مکعب را در حالی که از موانع و دشمنان دوری می‌کند تغییر دهد. بازیکنان می‌توانند با استفاده از اهرمک، شخصیت را کنترل کنند.
این بازی توسط وارن دیویس و جف لی ایجاد شده‌است. لی، عنوان شخصیت‌ها و مفهوم اصلی را طراحی کرده‌است و توسط دیویس اجرا شده‌است.